# Wohn- und Wirtschaftsgebäude Twistringer Straße 17
Das Wohn- und Wirtschaftsgebäude Twistringer Straße 17 in Colnrade, Samtgemeinde Harpstedt, stammt von 1838. 
Das Gebäude steht unter Denkmalschutz (Siehe auch Liste der Baudenkmale in Colnrade).

## Geschichte
Das eingeschossige giebelständige Fachwerkhaus, ein niedersächsisches Zweiständerhallenhaus mit Steinausfachungen, Krüppelwalmdach, Niedersachsengiebel mit Uhlenloch und rundem Tor, wurde 1838 gebaut. Unklar ist die heutige Nutzung.